# قليقلاوية
القليقلاوية (الاسم العلمي: Alsineae) هي قبيلة من النباتات تتبع فصيلة القرنفلية من الرتبة القرنفليات.

## أجناس القليقلاوية
- بوفونيا (الاسم العلمي:Bufonia)
- رملية (الاسم العلمي:Arenaria)
- ساجينا (الاسم العلمي:مسمن)
- شيديا (الاسم العلمي:Schiedea)
- قرنية (الاسم العلمي:قرناء)
- قليقلة (الاسم العلمي:Minuartia)
- مونشيا (الاسم العلمي:Moenchia)
- موهرنغيا (الاسم العلمي:Moehringia)
- ميوسوطون (الاسم العلمي:سلمى)
- كولبنطس (الاسم العلمي:Colobanthus)
- (الاسم العلمي:جبرة)
- (الاسم العلمي:Lepyrodiclis)
- (الاسم العلمي:نجمية)
- (الاسم العلمي:Thylacospermum)